# Trzebiel
Trzebiel (tuż po wojnie Trebuła, niem. Triebel, dlnłuż. Trjebule lub Trjebul, 1945-46 Trąby) – wieś i siedziba gminy w województwie lubuskim, w powiecie żarskim, dawniej miasto. W latach 1975–1998 miejscowość administracyjnie należała do województwa zielonogórskiego.
Trzebiel leży około 5 km od granicy z Niemcami, przy drodze krajowej nr 12 i autostradzie A18.
W 2009 roku miejscowość liczyła 1347 mieszkańców.

## Historia
Pierwsza wzmianka historyczna dotycząca miejscowości pochodzi z 1301 roku, choć na pewno powstała ona dużo wcześniej. Do 1337 pozostawało w granicach piastowskiego księstwa jaworskiego, powstałego w wyniku postępującego rozbicia dzielnicowego Polski. W 1318 roku miasto otrzymało przywilej sądowniczy. Od pierwszej połowy XIV w. (pomiędzy 1319 a 1329 r.) do 1765 roku było własnością różnych rodów rycerskich: Hackebornów, Hornów, Bibersteinów i Promnitzów. Od pierwszej połowy XIV w. do 1815 roku było też stolicą trzebielskiego państwa stanowego. Miasto zostało niemal całkowicie zniszczone podczas wojny trzydziestoletniej (1618–1648). Ocalało wówczas zaledwie 180 mieszkańców. W drugiej połowie XIX wieku powstały dwie huty szkła będące największymi miejscowymi zakładami, które w 1924 roku zatrudniały 283 robotników. W 1939 roku w mieście zamieszkiwały 2354 osoby. Podczas działań wojennych w 1945 roku zostało prawie całkowicie zniszczone. Po wojnie utraciło prawa miejskie.

## Zabytki
Do wojewódzkiego rejestru zabytków wpisane są:
- Układ urbanistyczny z XIV–XIX wieku
- Zamek-pałac, barokowo-renesansowy z XVI–XVII wieku, przebudowany w 1729 roku
- Wieża mieszkalna „Zameczek”, z początku XIV w., przebudowana w XVI wieku
- Miejskie mury obronne, fragmenty z XV wieku
- Ruina baszty wieży miejskiej przy dawnej Bramie Żarskiej z połowy XIV w.
- Miejsce straceń z pozostałością szubienicy studniowej z XVI wieku
- Domy, ul. Żarska 11, 13, 15, 16, 20, z XVIII–XIX wieku

inne zabytki:
- Przyziemie dawnego kościoła parafialnego, z XIV w.
- Przyziemie dawnego ratusza, z XVI w.
- Kaplica cmentarna z 1 połowy XIX w.
- Stacja kolejowa z 1871 r.

## Galeria

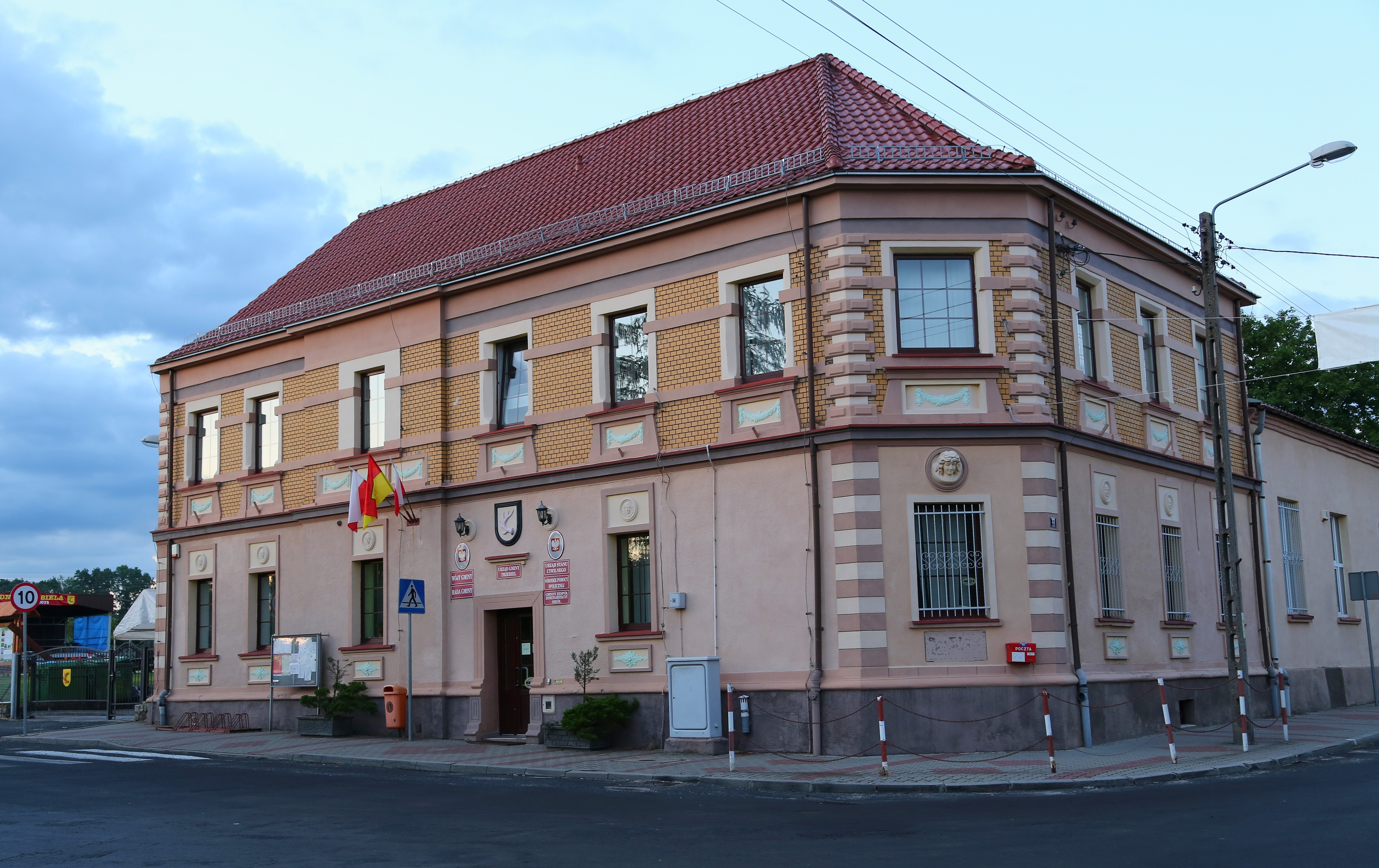
Urząd Gminy
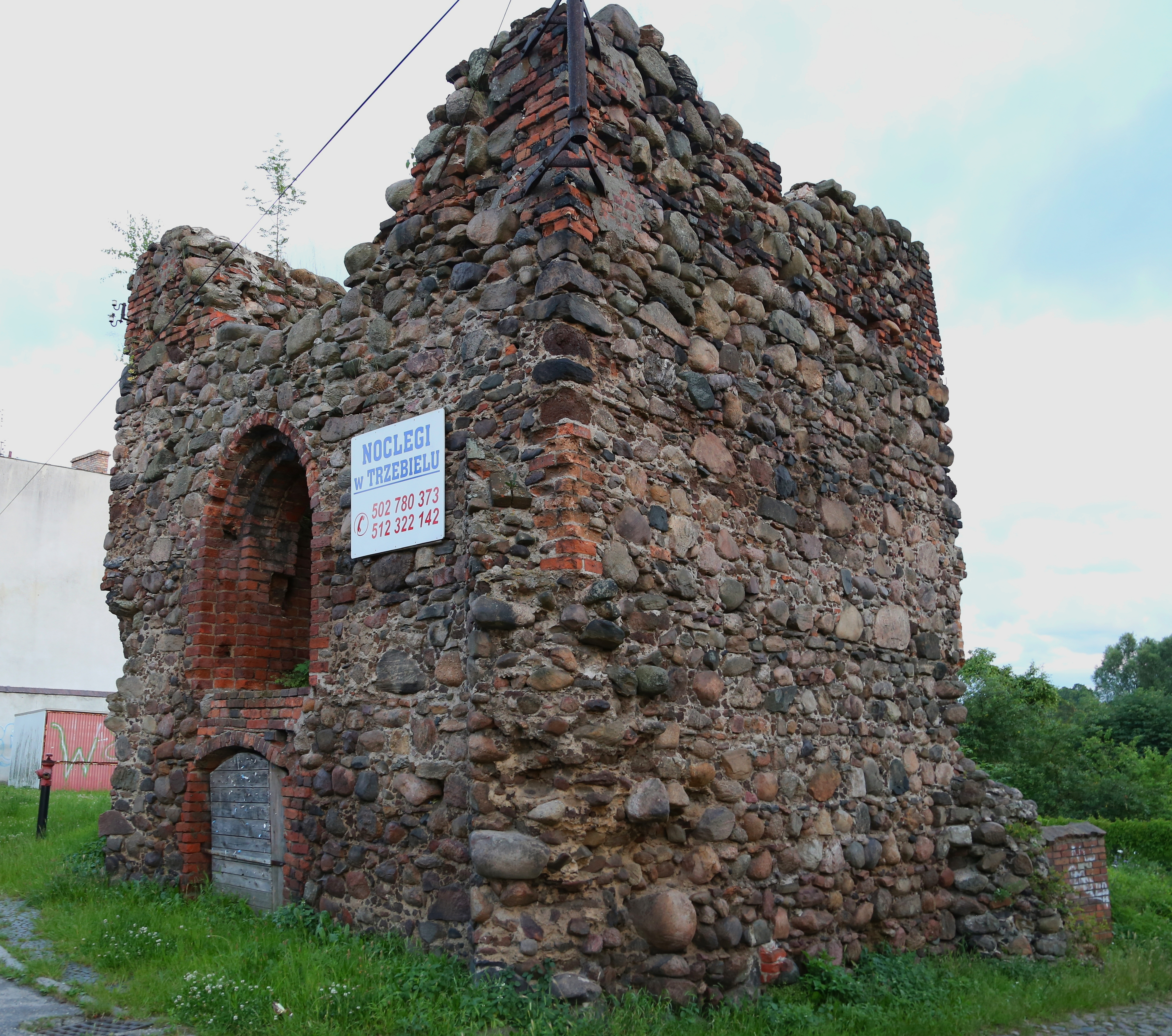
Pozostałości baszty Bramy Żarskiej
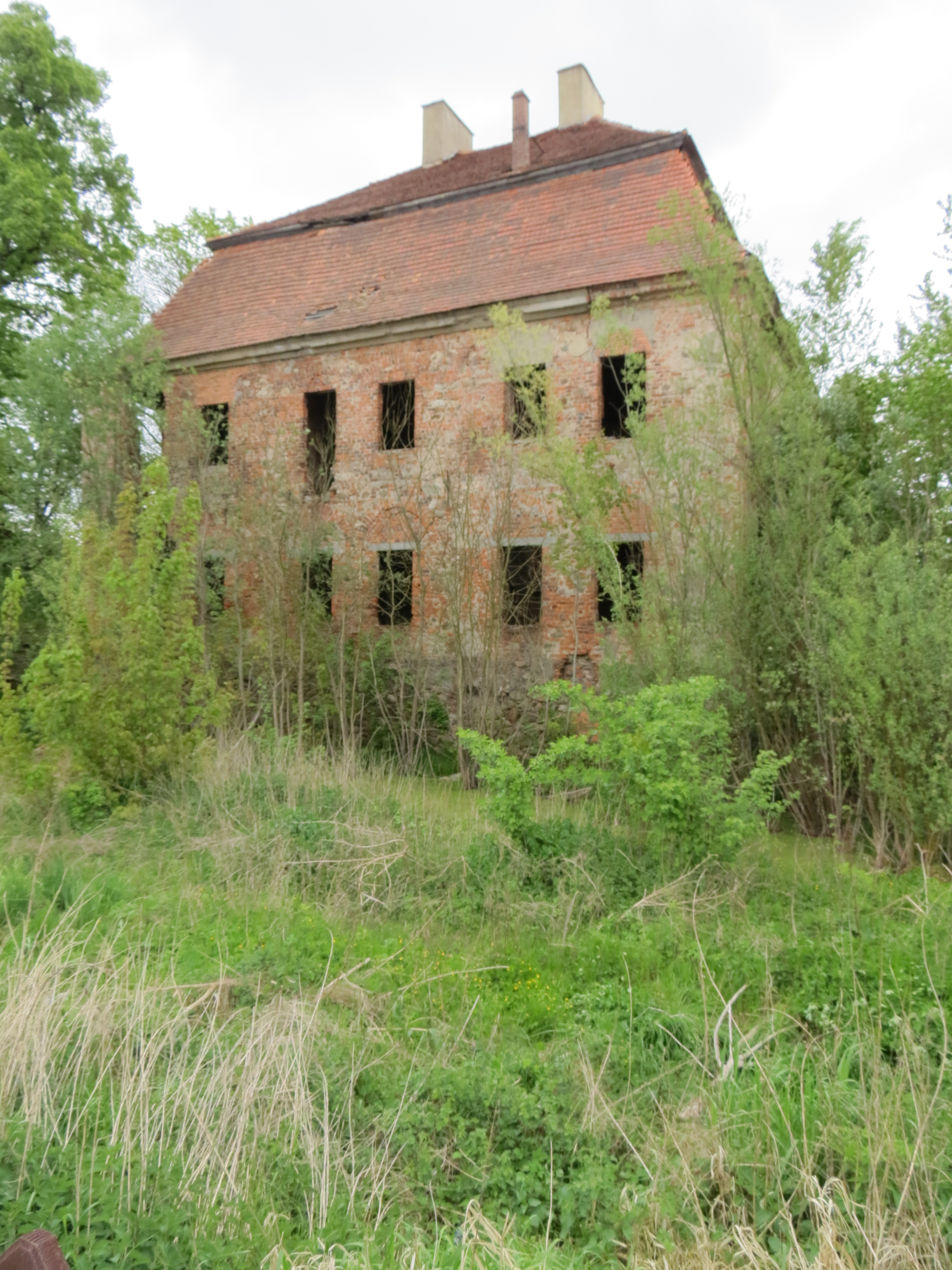
Pałac
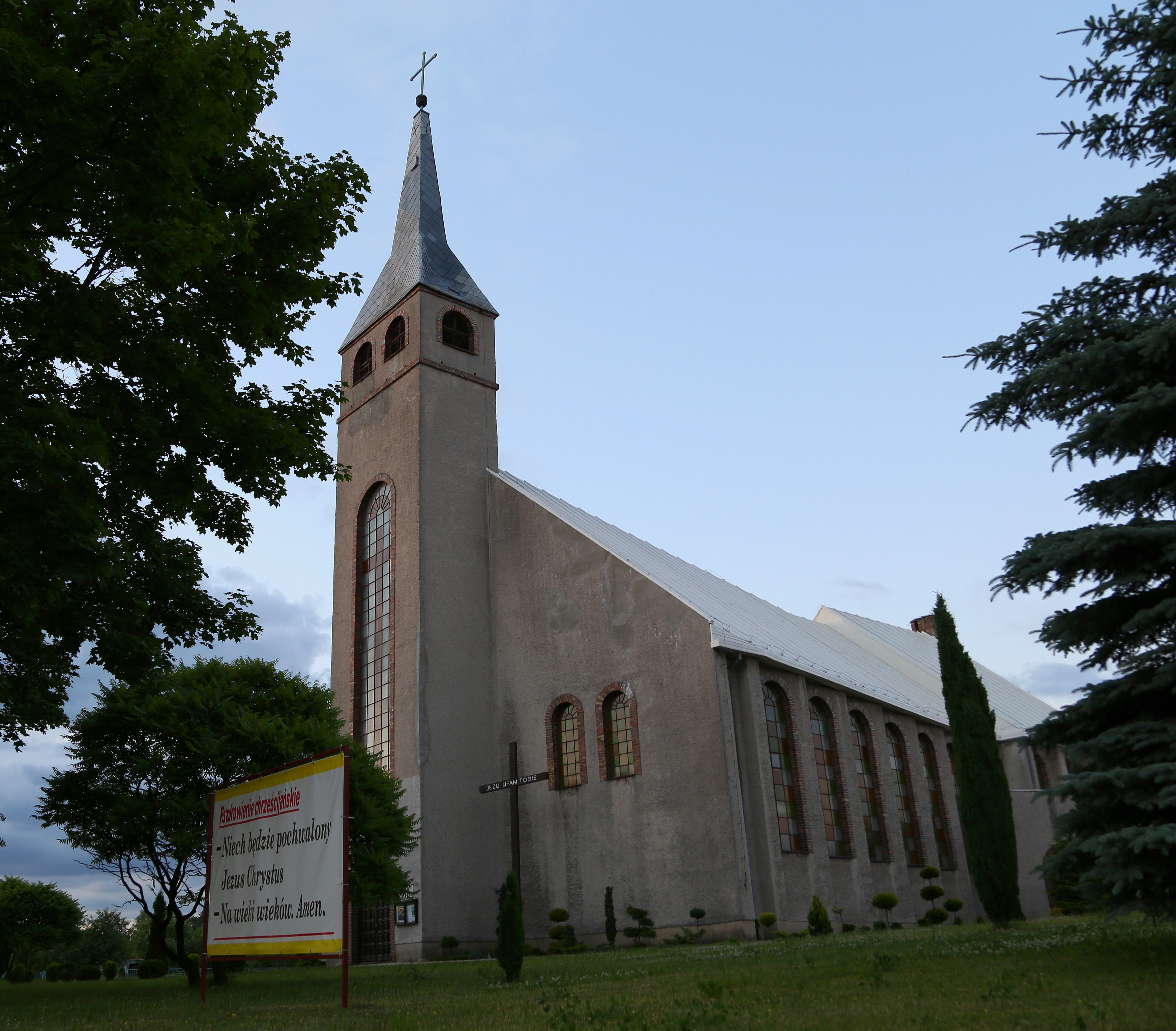
Kościół Matki Bożej Królowej Polski